# Adelano
Adelano è una frazione del comune di Zeri in provincia di Massa-Carrara, in alta Lunigiana, a circa 3 km dal capoluogo comunale, con un'altitudine media variabile tra gli 800 e i 900 m s.l.m.

## Geografia fisica
Il territorio della frazione è costituito dalla valle del torrente Adelano, nel bacino idrografico della Val di Vara. La valle è collegata alla Val di Magra tramite il passo Foce di Rastello.
Il torrente dal quale la frazione prende il nome nasce dalle pendici del monte Penato (1525 m), a breve distanza dal lago Verde e da Foce Tre Confini. Il corso d'acqua si mescola con il Rio Chiusola e prende poi il nome di torrente Gottero, affluente di sinistra del fiume Vara.
Il territorio della frazione si trova nella parte nord occidentale del comprensorio di Zeri, tra i comuni di Albareto, in provincia di Parma, e quelli di Sesta Godano e Zignago, entrambi in provincia della Spezia.
Il toponimo di Adelano non corrisponde ad un luogo geografico preciso, ma ad un insieme di località sparse all'estremità nord-occidentale della Lunigiana, che prendono il nome dal torrente omonimo.
Fanno parte della frazione le località di: Casa Rocchino, Casa Tosi, Casa Bornia, Casa Biagi, Casa Maddalena, Casa Pasquino e Frandalini, Calzavitello. Nel territorio si trova anche la chiesa di Santa Maria Maddalena.

## Storia
Il territorio di Adelano, come in genere il comune, è stato teatro durante la seconda guerra mondiale di scontri tra i partigiani operanti sull'Appennino tosco-emiliano e sull'Appennino ligure e il comando nazista di stanza in Alta Lunigiana. La popolazione civile subì perdite da parte delle forze naziste negli anni 1944-1945. Il 21 luglio 1944, il comandante partigiano Dante Castellucci detto "Facio" vi venne fucilato dai suoi stessi uomini.